# Progebiophilus kensleyi
Progebiophilus kensleyi is een pissebed uit de familie Bopyridae. De wetenschappelijke naam van de soort is voor het eerst geldig gepubliceerd in 2005 door John C. Markham.